# Slowfood (album)
Slowfood (sottotitolato Genuine Sound and Delicious Lyrics) è il secondo album in studio del rapper italiano Francesco Paura, pubblicato il 12 aprile 2013 dalla Audioglobe.
La sua uscita inizialmente era prevista per il 15 aprile 2013, successivamente è stata anticipata al 12 aprile. Il 4 aprile è stato reso disponibile per il preordine su iTunes.

## Promozione
Per promuovere l'album sono stati pubblicati tre videoclip e un brano che ne anticipavano l'uscita, rispettivamente: Vecchio, Zombie, 999 Hit Combo e Biohazard (in collaborazione con i beatmaker Goldentrash & the Lumberjacks ed il rapper MadMan).
Il 5 aprile è stato pubblicato uno snippet promozionale per l'album presentato da molti artisti, tra i quali figurano alcuni rapper di fama nazionale come Ensi e Noyz Narcos. L'11 aprile Francesco Paura è stato ospite a The Flow (su Deejay TV) dove, oltre ad esibirsi live anticipando alcune tracce dell'album, ha presentato in anteprima il videoclip di 999 Hit Combo e ha parlato dell'album.
Il giorno della pubblicazione dell'album (12 aprile), il rapper è stato ospite a Radio Marte, dove ha parlato approfonditamente del suo nuovo album. Il 18 aprile è stato ad un instore a Napoli dove è stato possibile incontrarlo e dove ha firmato le copie fisiche del suo album.
Il 3 maggio 2013 Paura è stato protagonista dello Slowfood Release Party, concerto organizzato per promuovere e festeggiare l'uscita dell'album. Il concerto ha visto ospiti importanti, come Clementino e Speaker Cenzou. Il giorno seguente è stato pubblicato il quarto videoclip dell'album, Automi, susseguito dai video di Priorità (6 settembre 2013) e Drive (4 ottobre 2013).

## Tracce
1. Drive – 3:55
2. Pensieri blu (feat. Danjlo) – 3:32
3. Non me ne frega – 3:59
4. Zombie (feat. Clementino) – 3:19
5. Automi – 3:53
6. Sangue e inchiostro (feat. Shaone & Cenzou) – 3:43
7. 999 Hit Combo – 3:09
8. Priorità – 3:32
9. Figli ingrati (feat. Ghemon) – 3:13
10. Apocalypse Now (feat. Raiz) – 4:09
11. I tempi cambiano (feat. MadBuddy & Rocco Hunt) – 3:42
12. Vecchio – 4:25

## Formazione
Musicisti
- Francesco Paura – voce
- Gregorio Rega – cori (traccia 1)
- Danjlo – voce aggiuntiva (traccia 2)
- Clementino – voce aggiuntiva (traccia 4)
- Pijei Gionson – scratch (tracce 5, 11)
- Smania Uiagliuns – cori (traccia 5)
- Shaone – voce aggiuntiva (traccia 6)
- Cenzou – voce aggiuntiva (traccia 6)
- Toni Tanzillo – basso e slapping (traccia 6)
- DJ Snatch – scratch (traccia 6)
- DJ Uncino – scratch (traccia 7)
- Joshua B – assolo di sassofono (traccia 8)
- T-Robb – scratch (traccia 8)
- Ghemon – voce aggiuntiva (traccia 9)
- Raiz – voce aggiuntiva (traccia 10)
- Gianluca Falasca – strumenti ad arco (traccia 10)
- Mauro Fagiani – strumenti ad arco (traccia 10)
- MadBuddy – voce aggiuntiva (traccia 11)
- Rocco Hunt – voce aggiuntiva (traccia 11)

Produzione
- Reka Kawashima – produzione (traccia 1)
- Francesco Paura – produzione (tracce 1, 2, 6 e 11)
- Daniele Franzese – produzione (tracce 1, 2, 6 e 11), registrazione
- DJ 2P – produzione (traccia 3)
- Tayone – produzione (traccia 4)
- Blatta – produzione (traccia 4)
- Inesha – produzione (traccia 4)
- Amon – produzione (tracce 5 e 9)
- Goldentrash – produzione (traccia 7)
- Ceri – produzione (tracce 8 e 12)
- Fabio Musta – registrazione parti vocali (tracce 8 e 10)
- Ghemon – registrazione parti vocali (traccia 9)
- Retrohandz – produzione (traccia 10)
- Pijei Gionson – produzione (traccia 11)
- MadBuddy – registrazione parti vocali (traccia 11)
- Luca "The Nightskinny" Pace – missaggio
- Fabrizio Banchellini – mastering